# EuroAtlantic Airways
EuroAtlantic Airways er et charterflyselskab fra Portugal. Selskabet har hub på Lissabon-Portela Lufthavn ved Lissabon og hovedkontor i Sintra. EuroAtlantic blev etableret i 1993 under navnet Air Zarco.
Selskabet opererede i foråret 2014 charter- og ACMI-flyvninger (Aircraft, Crew, Maintenance and Insurance) for rejse og flyselskaber i det meste af verden.

## Historie
EuroAtlantic Airways blev grundlagt den 25. august 1993 under navnet Air Zarco. I maj 2000 fik selskabet dets nuværende navn.

## Flyflåde
Selskabet havde i april 2014 en flyflåde bestående af syv fly med en gennemsnitsalder på 20,4 år. Heraf var der ét eksemplar af Boeing 777-200, ét Boeing 737-800, samt fem eksemplarer af Boeing 767-300, hvoraf det ene var en ren fragtversion.
EuroAtlantic Airways var det sidste europæiske selskab der havde et Lockheed L-1011 TriStar fly. Selskabet havde flyet i drift fra juni 2000 til marts 2010, hvor det blev deponeret i Amman.